# 東京の地下鉄路線図

正確な位置関係で描写された東京地下鉄（東京メトロ）と 都営地下鉄の路線図

東京の地下鉄路線図（とうきょうのちかてつろせんず）は、東京都交通局によるものと東京地下鉄（東京メトロ）によるものが存在する。

## 東京都交通局による地下鉄路線図

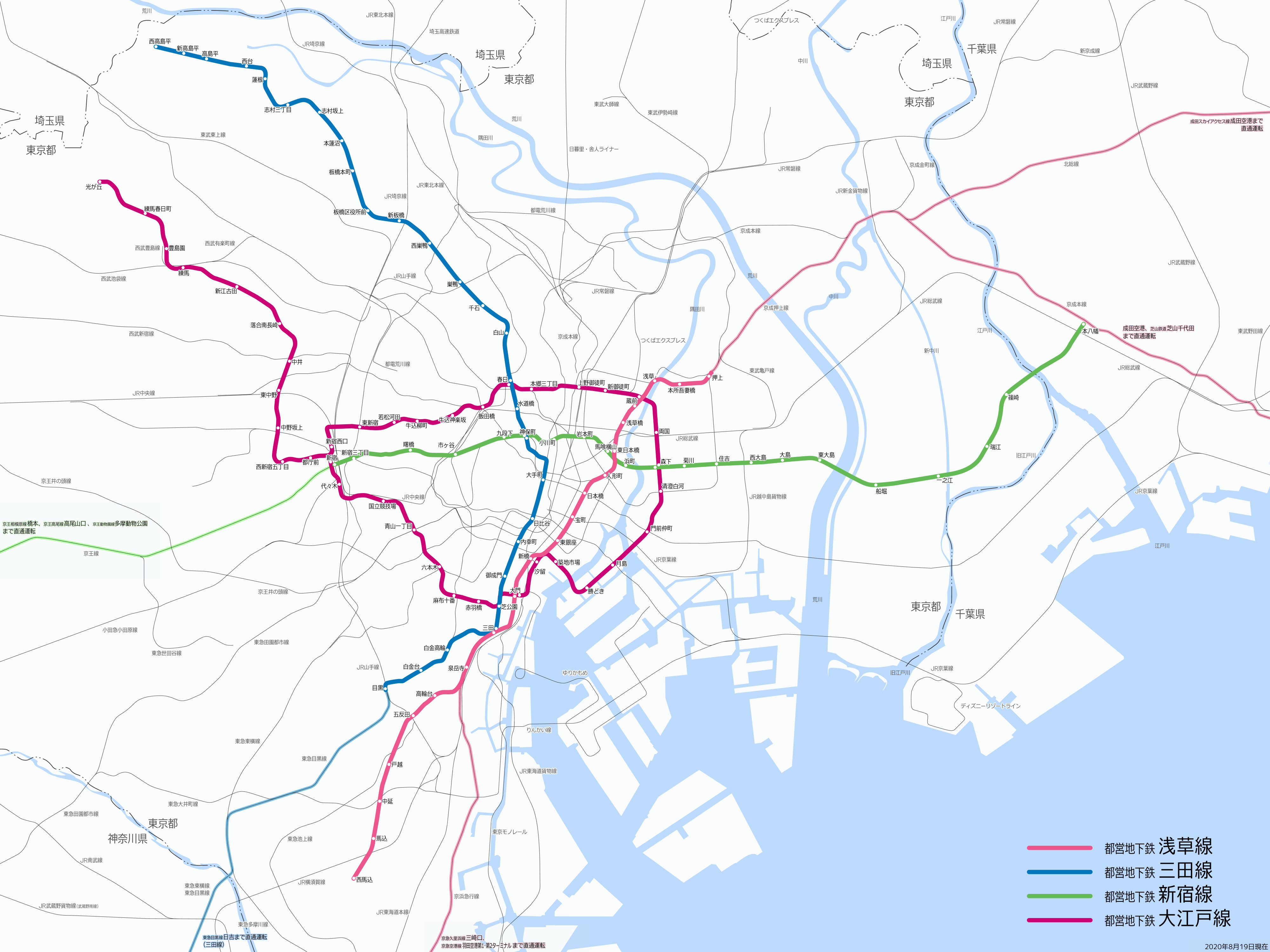
正確な位置関係で描写された都営地下鉄の路線図

### 大西幹治によるデザイン（2000 - ）
かつての東京都交通局による地下鉄路線図は実際の地理に近く、入り組んだ路線がそのまま表現されていた。大江戸線開通以前の路線図は駅同士の位置関係の判別が難しく、また駅名が路線に被り駅名を読むのが困難な箇所も存在した。
2000年の大江戸線開通を機に路線図をリニューアルするコンペが実施され、フリーデザイナーの大西幹治による案が選ばれた。これにより、東京都交通局の地下鉄路線図は大江戸線を楕円にあしらい中央に配置するデザインに変更になった。変更の背景には、新しく開業する大江戸線をPRして大江戸線に乗るユーザーを増やしたいという交通局側の設計思想があり、大江戸線を目立たせた構図になっている。コンペで大江戸線を楕円で表現したのは大西によるデザインだけだった。
乗り換え駅の駅名は白枠に収められており、線の角度は水平、垂直、斜め45度のみを用いている。フォントは丸ゴシック体で柔らかさを表現し、線の角も丸く加工されている。このように見やすさを追求した結果、地理的精度には劣る部分もある。
2000年以降も外国人観光客の増加により、空港の駅名を詳細にする改訂や、副都心線の開業等による改訂がなされている。

## 東京メトロによる地下鉄路線図

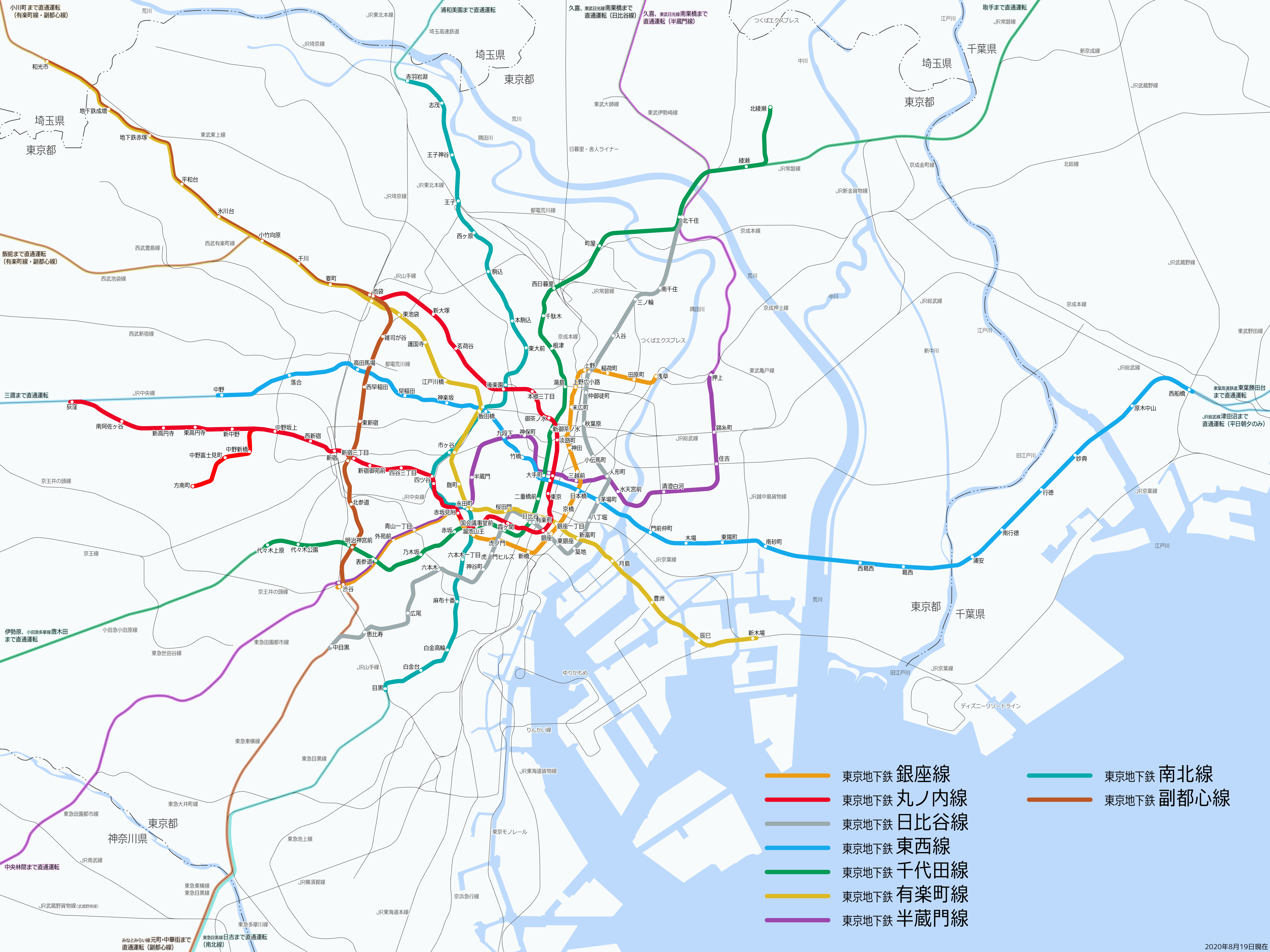
正確な位置関係で描写された東京メトロの路線図

### ダイアグラム型導入まで
1941年（昭和16年）、地下鉄事業が帝都高速度交通営団（営団地下鉄、東京地下鉄〈東京メトロ〉の前身）に統合される以前は路線数も少なく、路線図は地図をベースに東京湾や河川まで詳細に描き込まれたものだった（当時は現在の銀座線だけが営業しており、戦後に丸ノ内線が開業した）。その後、日比谷線、東西線と路線が増え、都営交通も開業すると路線網は複雑化した。路線図は地図ベースではなくデザイン化したものが作られるようになったが、当時の営団地下鉄は自由な角度で線が引かれ、駅間の距離も一定でない地図を配布していた。路線が増えれば応急的な追加が行われ、利用者にとってはわかりづらいデザインだった。

### 河北秀也によるデザイン（1972 - ）
営団地下鉄は1972年（昭和47年）、日本で初めて「縦・横・斜め45度の直線」による、ロンドン地下鉄の路線図のようなダイアグラム型の路線図を採用した。デザイナーは当時東京藝術大学の学生だった河北秀也で、大学の「卒業制作」として東京の地下鉄路線図のリデザインを選んだ。河北は世界中の地下鉄を調べ、2.0メートル×1.5メートルのボードを作って「新宿のあたりを1ミリ動かすと、北千住付近まで影響が出て、また最初からやりなおし」という精度の作業を繰り返し、半年がかり（卒業制作には間に合わなかった）でデザインを完成させ、営団地下鉄に持ち込んだ。以降20年近く、新線開業のたびに改訂を重ねて使用された。河北によるデザインはダイアグラム型を起用しつつも、実際の地形に極力沿った位置関係になっている。

### 黎デザイン総合計画研究所によるデザイン（1991 - ）
営団地下鉄は1991年（平成3年）路線図のリニューアルを実施し、黎デザイン総合計画研究所がデザインを担当した。この路線図では東京の中核に位置する皇居を緑の区域で示し、山手線の内外で地の色を塗り分けている。これはロンドン地下鉄の路線図がテムズ川を描いているように、利用者に方向感覚を意識させるためのデザインだった。

### ぴあによるデザイン（2004 - ）
2004年（平成16年）、東京メトロへの民営化に伴って路線図が再びリニューアルされた。東京メトロとぴあ株式会社が共同開発したもので、正確な位置関係がわかるようにという設計思想のもと、ダイアグラム型を脱してJR線や私鉄、東京湾などの情報が盛り込まれた実際の位置関係にある程度沿った、地図ベースのデザインに立ち返った路線図になっている。以降、ぴあによるデザインが継承されている。
2022年現在の東京メトロの路線図では、駅の大きさは4段階に分けられており、山手線は白黒、他のJR線はグレーで描写。東京メトロからの相互直通運転がなされている私鉄は、路線が切り替わる駅からメトロ線の色を薄くして描写している。また、地下直結になっている乗り換え駅同士は直線で繋ぎ、地上乗り換え駅同士は点線で繋いでいる。地下鉄の運行状況や駅同士の連結の変更などに伴って、都度細かな改修が行われている。

## 駅ナンバリング路線図
駅名に駅ナンバリングを併記した路線図。ダイアグラム型を導入し、東京メトロ各駅で配布されている。「東京」「新宿」などの主要駅は文字を大きく太くする、路線名の併記を増やすなど、ユニバーサルデザインに配慮した設計になっている。著作権は東京メトロと都営地下鉄に帰属する。